# Let Me Love You (canción de Ariana Grande)
«Let Me Love You» es una canción grabada por la cantante estadounidense Ariana Grande en colaboración con el rapero Lil Wayne, fue lanzada el 18 de abril de 2016 como segundo sencillo promocional de su tercer álbum de estudio Dangerous Woman (2016). Fue escrita por Grande, Thomas Brown, Victoria McCants y Steven Franks siendo TBHits y Mr. Franks los productores de esta.

## Vídeo musical
A pesar de no ser lanzada como un sencillo, fue grabado un video musical para la canción dirigido por Grant Singer y lanzado exclusivamente el 15 de mayo de 2016 en la plataforma de streaming "Apple Music", este fue publicado junto al de "Into You" el 26 de mayo en el canal oficial de YouTube/vevo de Grande. El vídeo fue nominado a mejor colaboración en los "MTV Video Music Awards 2016".

## Presentaciones en vivo
La canción fue interpretada por primera vez el día del lanzamiento del disco en un concierto exclusivo presentado por vevo, además de cantar otras canciones pertenecientes al álbum como Dangerous Woman, Be Alright, Into You, Side to Side, Everyday entre otras.
A diferencia de Jason's Song (Gave It Away), Let Me Love You al igual que Be Alright fueron los únicos dos sencillos promocionales incluidos en la gira musical de Grande Dangerous Woman Tour en el 2017. Para la presentación de la canción, Grande llevaba puesto un vestido negro de manga larga, unas botas negras y una chaqueta. Mientras cantaba se podía ver en la pantalla del escenario un visual que hace referencia a un castillo o mansión por dentro que se ilumina con distintas luces, al terminar de cantar Ariana se acostaba en una plataforma que emergía del escenario para pasar al siguiente acto.

## Listas
| Lista (2016)                           | Posición |
| -------------------------------------- | -------- |
| Australia (ARIA)                       | 88       |
| Canadá (Canadian Hot 100)              | 73       |
| Francia (SNEP)                         | 164      |
| Portugal (AFP)                         | 76       |
| Escocia (Scottish Singles Sales Chart) | 86       |
| Corea del Sur (Gaon)                   | 39       |
| Reino Unido (UK Singles Chart)         | 30       |
| Estados Unidos (Billboard Hot 100)     | 99       |

## Certificaciones
| País    | Organismo certificador | Certificación | Ventas certificadas |
| ------- | ---------------------- | ------------- | ------------------- |
| Brasil  | ABPD                   | Platino       | 40,000              |
| Polonia | ZPAV                   | Oro           | 10,000              |